# Chosen Few: El documental II
Chosen Few: El Documental II es un álbum recopilatorio presentado por el productor musical Boy Wonder, siendo la continuación de la primera edición, que fue victorioso en los Premio Billboard Latino 2005. Fue publicado el 17 de noviembre de 2006 por Chosen Few Emerald Entertainment y Urban Box Office, mientras la distribución estuvo a cargo de EMI Televisa Music.
Similar a la edición previa, distintos intérpretes de reguetón se sumaron a una gira nacional en Estados Unidos, donde hicieron apariciones mediáticas, saludando a los fanáticos, haciendo paradas especiales dentro de un autobús especial y comentarios para el DVD agregado, donde también aparecieron figuras del hip hop estadounidense como Fat Joe, Juelz Santana, Trick Daddy, Trina, Pitbull y Funkmaster Flex.
Otra continuación, Chosen Few III: The Movie fue publicado en junio de 2008, siguiendo el mismo formato.

## Recepción
En 2005, el álbum fue certificado 2 X Platino (Latino) por la RIAA en Estados Unidos, y vendió más de 500 000 copias.
El álbum fue nominado en la categoría «Latin Compilation Album Of The Year (Álbum recopilatorio del año)».
Logrando el premio de Billboard en 2006.
La canción del álbum «Reggaeton Latino» de Don Omar fue top 4 en Hot Latin Songs de Billboard.

## Certificado
| País (2005)           | Certificación        | Ventas  |
| --------------------- | -------------------- | ------- |
| Estados Unidos (RIAA) | 2 X Platino (Latino) | 200 000 |

## Lista de canciones
| Disco 1: Classics |                                 | |          |  |
| N.º               | Título                          | Intérprete(s) | Duración |  |
| 1.                | «Intro: This is the Chosen Few» | Boy Wonder, Divino, Zion & Lennox, Yaga & Mackie, Voltio, TNT, LDA, Don Omar, Amaro, Plan B, Bimbo, Cheka, Don Dinero, Jowell & Randy, Ro-K, Getto, Reychesta Secret Weapon, Varón, Chingo Bling, Notch | 14:50    |  |
| 2.                | «Ohh Ahh»                       | LDA | 3:05     |  |
| 3.                | «Hello Mama»                    | Héctor el Father con Yomo | 3:50     |  |
| 4.                | «Atrévete»                      | Wisin & Yandel con Franco El Gorila | 3:54     |  |
| 5.                | «Intro - Andamos de casería»    | Alexis & Fido | 2:05     |  |
| 6.                | «Una mano lava la otra»         | Pitbull con Alexis & Fido | 3:36     |  |
| 7.                | «Frikitona»                     | Plan B | 3:03     |  |
| 8.                | «Te invitan al Party»           | LDA con Zion & Lennox | 4:10     |  |
| 9.                | «No voy a parar»                | Jowell & Randy | 3:09     |  |
| 10.               | «Intro»                         | Alejandro Sanz | 0:48     |  |
| 11.               | «No es lo mismo»                | Alejandro Sanz con Getto | 5:01     |  |
| 12.               | «Mambo»                         | Baby Ranks | 3:03     |  |
| 13.               | «Me encanta»                    | Angel Doze | 3:14     |  |
| 14.               | «Pase lo que pase»              | Getto | 4:09     |  |
| 15.               | «Uh-Oh»                         | Ángel & Khriz | 3:28     |  |
| 16.               | «Vente conmigo»                 | Fuego | 4:11     |  |
| 17.               | «No me digas que debo hacer»    | Reychesta Secret Weapon | 3:30     |  |
| 18.               | «Right Through»                 | Manny Montes | 3:55     |  |
| 1:09:59           |                                 | |          |  |

| Disco 2: More Classics |                                       |                                                             |          |  |
| N.º                    | Título                                | Intérprete(s)                                               | Duración |  |
| 1.                     | «Quiero conocerte»                    | Rakim & Ken-Y                                               | 3:58     |  |
| 2.                     | «Siente el boom»                      | Tito el Bambino con Randy                                   | 3:08     |  |
| 3.                     | «Al suelo»                            | Yaviah                                                      | 4:15     |  |
| 4.                     | «Yo soy el mejor»                     | Arcángel & De la Ghetto                                     | 4:58     |  |
| 5.                     | «Te va llegar tu hora»                | N.O.R.E. con Big Mato                                       | 3:48     |  |
| 6.                     | «Se te nota»                          | Amaro con Chencho                                           | 3:18     |  |
| 7.                     | «Déjame hacerlo»                      | Trébol Clan                                                 | 2:55     |  |
| 8.                     | «Intro»                               | Stef La Kallejera                                           | 0:51     |  |
| 9.                     | «Real Latinas»                        | Mala Rodríguez, La Bruja, Kamil, Orquídea Negra y Ari Puelo | 6:14     |  |
| 10.                    | «Tu me entiendes»                     | Getto                                                       | 3:18     |  |
| 11.                    | «Aquí me quedo»                       | Notch                                                       | 1:55     |  |
| 12.                    | «Tu tienes que entender»              | Yo-Seph                                                     | 3:04     |  |
| 13.                    | «Me gustan todas (Chosen Few Remix)»  | Fuego con Reychesta Secret Weapon                           | 3:55     |  |
| 14.                    | «Revelación (Chosen Few Remix)»       | Tempo con Getto y Reychesta Secret Weapon                   | 5:00     |  |
| 15.                    | «Hoy (Chosen Few Remix)»              | LDA con Cheka                                               | 3:22     |  |
| 16.                    | «Frikitona (Chosen Few Remix)»        | Plan B con Trick Daddy, Trina y LDA                         | 3:29     |  |
| 17.                    | «Reggaeton Latino (Chosen Few Remix)» | Don Omar con Fat Joe, LDA y N.O.R.E.                        | 4:51     |  |
| 18.                    | «War» (Pista oculta)                  | Baby Ranks                                                  | 3:07     |  |
| 19.                    | «Dame tu número» (Pista oculta)       | Trébol Clan                                                 | 3:11     |  |
| 1:09:59                |                                       |                                                             |          |  |

DVD
1. Reggaeton Latino
2. Reggaeton Latino (Remix)
3. Hoy
4. No pierdas tiempo
5. Tú no estás
6. No hay garantía
7. Me gusto tu cuerpo
8. Mi señora
9. Estoy en mi cama
10. Métele coraje
11. Síguelo bailando solita
12. Chosen One-Papi N.O.R.E.
13. Así/Es mi tiempo
14. Me gustan todas
15. Flossy
16. La vamos montar
17. Ya regresé
18. The Real/Donde tu estas
19. Bimbo - Animation
20. Chosen Few Video Mix
21. Bonus Materials

## Posicionamiento en listas
| Listas (2006)                        | Mejor posición |
| ------------------------------------ | -------------- |
| Estados Unidos (Billboard 200)       | 73             |
| Estados Unidos (Latin Rhythm Albums) | 1              |
| Estados Unidos (Top Latin Albums)    | 2              |
| Estados Unidos (Top Rap Albums)      | 17             |

| Lista (2007)                         | Posición |
| ------------------------------------ | -------- |
| Estados Unidos (Latin Rhythm Albums) | 14       |
| Estados Unidos (Top Latin Albums)    | 69       |